# Astrid Kruukka
Ruth Astrid Marie Kruukka, född den 6 februari 1959 i Junosuando i Pajala kommun, är en svensk pedagog, aktiv inom rörelsen för minoritetsspråket meänkieli (tornedalsfinska). Kruukka grundade tillsammans med Gun Olofsson, Mona Mörtlund och Pia Kruukka sånggruppen Sisaret 1978, och var 1986 också med i Tornedalsteaterns första uppsättning, Isen går (Jää lähtee).